# زاية كندي
زاية كندي هي قرية في مقاطعة أرومية، إيران. يقدر عدد سكانها بـ 71 نسمة بحسب إحصاء 2016.